# Louis-Philippe Laurendeau
Louis-Philippe Laurendeau (Saint-Hyacinthe, 1861 – Montreal, 13 februari 1916) was een Canadees componist, dirigent en arrangeur. Voor bepaalde werken gebruikte hij de pseudoniemen Paul Laurent en G.H. Reeves. Het laatstgenoemde pseudoniem voerde soms tot verwarringen met de Amerikaanse componist, dirigent en kornettist David Wallis Reeves.

## Levensloop
Laurendeau was vele jaren actief in Montreal en eveneens dirigent aan de École militaire of Saint-Jean, nu: Collège militaire royal de Saint-Jean, in Kingston. Later nam hij ontslag om in de muziekuitgeverij Carl Fischer in New York mee te werken. Daar was hij verantwoordelijk medewerker voor de uitgaven voor harmonieorkest en militaire muziekkapellen. Daarom schreef hij vele arrangementen van klassieke werken voor harmonieorkest zoals: 
- Adolphe Adam: If I were King (Si j'etais roi), ouverture
- Claude d'Albret: Cupid and Butterfly intermezzo grazioso (1910)
- Claude d'Albret: Chimes of Love (1910)
- Claude d'Albret: The life preserver, mars (1911)
- Daniel-François-Esprit Auber: Fra Diavolo, ouverture
- Daniel-François-Esprit Auber: Masaniello, ouverture
- Luigi Bassi: Concert fantasia on motives from Giuseppe Verdis opera "Rigoletto" (1910)
- Ludwig van Beethoven: Leonore, ouverture (1892)
- Ludwig van Beethoven: Die Ehre Gottes aus der Natur
- Auguste Bosc: Marche des petits pierrots (1900)
- Genaro Codina: Zacatecas, Mexicaanse mars
- František Drdla: Serenade
- Richard Eilenberg: March of the bersaglieri (Italian riflemen) (1900)
- Richard Eilenberg: Goldblondchen (1907)
- Carl Friedemann: Slavonic Rhapsody (Slawische Rhapsodie) (1913)
- Julius Fučík: Thunder and Blazes (Vjezd gladiátorů - Einzug der Gladiatoren), op. 68[2]
- Louis Ganne: Valse des blondes (1901)
- Louis Ganne: Marche Russe (1901)
- Louis Ganne: Les Saltimbanques (1906)
- Louis Ganne: Extase - Rêverie (1910)
- Louis Ganne: Eternelle ivresse
- Léonard Gautier: Le Secret, intermezzo (1893)
- Karl Goldmark: Sakuntala, ouverture (1908)
- Charles Gounod: Prière de "Jeanne d'Arc" (1898)
- Charles Gounod: Ballet music from "Faust"
- Claudio Grafulla: Washington Grays

- Abe Holzmann: Loveland, wals (1905)
- Otto Kockert: The brigadier general (1901)
- Otto Langey: Sounds from England - Selection on English Melodies (1904)
- Alex Lithgow: Invercargill, mars
- Alexandre Luigini: Ballet égyptien (1903)
- Jules Massenet: Scènes Pittoresques
- Otto Nicolai: Merry Wives of Windsor (Die lustigen Weiber von Windsor), ouverture
- Albert Parlow: The anvil (Amboss Polka), (1902)
- Gioacchino Rossini: La Gazza Ladra, ouverture (1886)
- Camille Saint-Saëns: Danse macabre, symfonisch gedicht, op. 40
- Richard Schlepegrell: The golden sceptre, ouverture (1898)
- Richard Schlepegrell: Reception, ouverture (1899)
- Richard Schlepegrell: Petunia, quadrille (1903)
- Ernst Stieberitz: The Guiding Star (Unter dem Gardestern) (1914)
- Johann Strauss sr.: Radetzky-Marsch, op. 228
- Franz von Suppé: Franz Schubert, ouverture
- Carl Teike: Alte Kameraden (Old Comrades), mars
- Antonín Emil Titl: Serenade
- Pjotr Iljitsj Tsjaikovski: Capriccio Italien (1903)
- Pjotr Iljitsj Tsjaikovski: Marche Slave (1906)
- Pjotr Iljitsj Tsjaikovski: Valse des fleurs d'après "Casse noisette", op. 71a
- Giuseppe Verdi: La forza del destino, ouverture
- Richard Wagner: The flying Dutchman (Der fliegende Holländer), ouverture
- Richard Wagner: Rienzi, ouverture (1892)
- Émile Waldteufel: Violets, wals (1907)
- Carl Maria von Weber: Invitation to the dance (Invitation à la valse) = Aufforderung zum Tanz

Maar hij componeerde ook eigen werken, ook voor bepaalde gelegenheden in Canada en is auteur van pedagogische werken en boeken over juiste bewerkingen voor harmonieorkest en instructies voor goede intonatie en samenspel. Zijn intermezzo Twilight Whispers, op. 202 won in 1895 een 1e prijs tijdens de Metronome wedstrijd. Naar hem is in 1931 in Montreal een straat vernoemd.

## Composities

### Werken voor orkest
- 1896 Way Down South, beschrijvende fantasie voor kamerorkest
- 1901 Before the Mast - Nautical Medley March no. I, voor kamerorkest
- 1901 Our Jackies - Nautical Medley March no. II, voor kamerorkest
- 1908 Memories of the War 1861-1863, medley van liederen vanuit de Amerikaanse Burgeroorlog voor kamerorkest
- 1908 Echos des Laurentides (Laurentian echoes), potpourri van Frans Canadese melodieën voor kamerorkest
- 1912 Bizzaria, intermezzo voor kamerorkest
- La belle France - overture on popular French melodies, voor piano en orkest

### Werken voor harmonieorkest
- 1889 Eolus Galop
- 1890 Semper vivax
- 1891 Ariel Galop
- 1891 Crème de la crème - Grand Medley Overture
- 1892 Company D., mars
- 1892 Minerva March
- 1892 Watermelon Jig Club
- 1893 Advance Guard
- 1893 Flow gently sweet Afton, air varié
- 1893 Lilliput, ouverture
- 1893 Overture Pastime
- 1894 Climax March
- 1894 Conqueror, mars
- 1894 Manfred, mars
- 1894 Mr. Royal, mars
- 1894 Mt. St. Louis Cadets
- 1894 The Trumpeter
- 1895 The Golden Wand, ouverture
- 1895 Trolley Galop
- 1895 Twilight Whispers, intermezzo, op. 202
- 1895 War-Songs of the Boys in Blue, medley ouverture
- 1896 Alexandria
- 1896 Athletic Club
- 1896 Brocktonian, mars
- 1896 Golconda March
- 1896 Juno March
- 1896 The Cake Walk Marche ethiopienne
- 1896 Velomania, galop
- 1896 Way Down South, beschrijvende fantasie
- 1897 Angelia Waltz
- 1897 Caramba March
- 1897 Carolus March
- 1897 Debut March
- 1897 Don Juan March
- 1897 Fly Away Galop
- 1897 Lightly Tripping Polka
- 1897 Massa's Birthday, polka comique
- 1897 National Melodies no. 1
- 1897 Saucy Lou, schottische
- 1897 Sweet Brier Overture
- 1897 The Brook, Andante en wals
- 1897 The Commodore March
- 1897 Up to date Band Book

- 1898 Beaute enchantresse (Bewitching beauty), wals
- 1898 Colonel Roosevelt's Rough Riders
- 1898 National Melodies no. 2
  1. Hail to the chief
  2. Home sweet home
  3. Red, white, and blue
- 1898 The Colored Wedding
- 1899 Before the Mast - Nautical Medley March no I
- 1900 Little Corporal, ouverture
- 1901 Run Away
- 1901 Schneider's Band
- 1901 Sparkling Waves, wals
- 1901 The Gilded Bond, ouverture
- 1901 The Globe Trotters, galop
- 1901 The Knight Errant, ouverture
- 1901 The Rainbow, serenade
- 1902 The Dashing Cavalier
- 1903 Automania
- 1903 Elephantine Polka, voor tuba en harmonieorkest
- 1903 Fairy Tale Overture
- 1903 Grand March, His Majesty
- 1903 Silver Shield, ouverture
- 1903 The Centurion March
- 1904 Club galop
- 1904 The Pike, mars voor kornet en harmonieorkest
- 1905 Oregonia
- 1905 The Midshipman
- 1905 Wireless Message
- 1906 The Marksman
- 1906 The Swordsman
- 1907 Armada, mars
- 1907 Carillon - Marche patriotique Canadienne-Française
- 1907 Land of the Maple, Canadese mars, op. 235
- 1907 Seminole, ouverture
- 1907 The Chairman
- 1907 The keep-sake, serenade
- 1908 Marche Laurentienne (Laurentian March)
- 1909 On the levee
- 1909 The Clubman
- 1909 The Peacock
- 1910 The Midshipman

- 1911 Lance and Shield
- 1911 Rocked in the cradle of the deep, air varié voor klarinet (of kornet, of bariton) en harmonieorkest
- 1911 The Village Blacksmith
- 1913 Sweet old Songs
- 1914 Christmas Symphony
- 1916 Aloha Oe
- 1916 Pennant Winners
- Ambassador, mars
- Budding Flowers (Andante and Waltz)
- Cannonade March
- Caramba March
- Dance of the Serpents
- Five favorite Yule Tide Songs
  1. Cantique de Noël
  2. O Faithful Pine (Oh Tannenbaum)
  3. O Sanctissima Sacred Night
  4. Holy Night
  5. Adeste Fideles
- Flag of Truce
- Flying Colors
- Italian Nights
- Mauresque Caprice
- Monopole
- Mount Royal
- Neptune March
- Pretty Pauline
- Red Lips March
- Roberto
- Russian War March
- Shores of the St Lawrence, selectie voor harmonieorkest
- Stoney Point, mars
- The Bouquet
- The Cadets' Own, mars
- The Chums Polka, voor kornet en harmonieorkest
- The Coquette
- The Colored Dude
- The Darkville Dance
- The Hit March
- The Pasha Two-step
- Viva March
- White Feather

### Kamermuziek
- 1900 Song of love, serenade duet voor 2 kornetten en piano
- 1905 The Universal Brass Quartet Album, voor koperkwartet (2 kornetten, bariton en trombone)
- Feld-Cornet
- Rocked in the cradle of the deep-Air varié, voor klarinet en piano

### Werken voor piano
- 1894 The Ball of the Hen-Coop Knights
- Fischer Album of Favorite Waltzes

### Pedagogische werken
- Let us have music for clarinet - 21 famous melodies
- Let us have music for clarinet - 75 famous melodies (met piano begeleiding)
- The New Era Band Book

## Publicaties
- The Practical Band Arranger - A systematic Guide for thorough Self-Instruction, New York, C. Fischer, 1911. 65 p.